# NGC 3514
NGC 3514 (другие обозначения — ESO 570-1, MCG -3-28-35, IRAS11015-1830, PGC 33430) — спиральная галактика с перемычкой (SBc) в созвездии Чаши. Открыта Джоном Гершелем в 1835 году.
Этот объект входит в число перечисленных в оригинальной редакции «Нового общего каталога».